# Günther Quandt
Günther Quandt (Pritzwalk, 28 luglio 1881 – Il Cairo, 30 dicembre 1954) è stato un imprenditore tedesco, fondatore di un impero industriale che oggi comprende aziende di notorietà mondiale come BMW e Altana.

## Biografia

### Gioventù
Suo padre, Emil Quandt (1849-1925), nel 1883 aveva sposato la figlia di un ricco industriale tessile e nel 1900 era passato alla guida dell'azienda. Günther aveva tre tra fratelli e sorelle: Gerhard, Werner e la sorella minore Edith. Werner sposò Eleanor Quandt, che dopo la seconda guerra mondiale protesse il cognato Günther dagli Alleati che lo avevano posto sotto accusa. Edith sposò invece il proprietario di un'altra azienda tessile.
Durante la prima guerra mondiale, con Günther alla guida degli affari di famiglia, i Quandt fornirono all'esercito tedesco le uniformi, ponendo le basi di una fortuna che dopo la guerra Günther usò per acquisire la Accumulatorenfabrik AG (AFA), una fabbrica di batterie con sede ad Hagen che in seguito prese il nome di VARTA, una compagnia mineraria che estraeva potassa, varie aziende siderurgiche (tra cui la IVKA) e quote societarie della BMW e della Daimler-Benz.
Günther Quandt sposò in prime nozze Antoine ‘Toni’ Ewald: ebbero due figli, Helmut Quandt (1908-1927) ed Herbert Quandt (1910-1982). Antoine morì nel 1918 colpita dall'epidemia di influenza spagnola.
Dal suo secondo matrimonio, celebrato il 4 gennaio 1921 a Bad Godesberg, con Magda Ritschel nacque un altro figlio, Harald Quandt. Magda aveva la metà degli anni di Günther e il matrimonio si concluse con un divorzio nel 1929. Due anni dopo Magda sposò Joseph Goebbels, con Adolf Hitler come testimone di nozze.

### Il periodo nazista
Quandt si iscrisse al partito nazista nel 1933, dopo l'elezione di Hitler a Cancelliere. Nel 1937 Hitler lo nominò Wehrwirtschaftsführer, un titolo dato agli industriali che ricoprivano un ruolo determinante nell'economia di guerra nazista. In quell'epoca le aziende del gruppo Quandt fornivano all'esercito tedesco munizioni, fucili, pezzi di artiglieria e batterie. Secondo lo storico Ralf Blank la famiglia Quandt si servì di lavoratori ridotti in schiavitù presi dai campi di concentramento in almeno tre dei loro stabilimenti, ad Hannover, Berlino e Vienna. Centinaia di questi lavoratori finirono per morire. Le condizioni di lavoro erano terribili, specialmente nelle fabbriche di batterie, dove era sorte comune finire avvelenati. Sui terreni dell'AFA di Hannover fu allestito un campo di concentramento con una zona dedicata alle esecuzioni capitali. Quandt fu anche uno degli industriali che si appropriarono indebitamente di aziende in giro per tutta l'Europa man mano che le conquiste di Hitler procedevano.

### Dopo la guerra
Nel 1946 Günther Quandt fu arrestato e incarcerato per i suoi rapporti con Goebbels. Tra la sorpresa di molti fu giudicato solo un mitläufer, ovvero uno che aveva accettato l'ideologia nazista, ma che non aveva avuto parte attiva nei crimini commessi. Nel gennaio 1948 venne rilasciato. Uno dei rappresentanti della pubblica accusa al processo di Norimberga, Benjamin Ferencz, sostiene che, se le prove che si sono raccolte ora contro Günther Quandt fossero state presentate al tribunale allora "Quandt sarebbe stato accusato degli stessi reati dei direttori della IG Farben". Questi ultimi furono condannati ad otto anni di carcere. Uscito di prigione, Quandt fu invece abile a reinserirsi negli organi direttivi di molte aziende tedesche come ad esempio la Deutsche Bank. Nel 1951 venne anche nominato cittadino onorario dell'Università di Francoforte. Il 30 dicembre 1954 morì durante una vacanza al Cairo, in Egitto.
I due figli che gli erano sopravvissuti, Herbert e Harald, gestirono insieme il patrimonio che avevano ereditato, anche se Harald Quandt si concentrò maggiormente sugli impianti industriali Karlsruhe Augsburg AG (IWKA), mentre Herbert Quandt gestì prevalentemente gli investimenti nell'AFA/VARTA, nella Daimler-Benz e nella BMW.